# Aschen Schönewitz
Aschen Schönewitz (auch: Aschen von Schönewitz; * im 16. Jahrhundert; begraben 31. Juli 1595 in der Calenberger Neustadt vor Hannover) war ein herzoglicher Vogt.

## Leben
Nachdem Herzog Heinrich Julius im Jahr 1589 durch Erbfolge an die Regierung gekommen war, verpfändete er schon bald darauf gegen ein Darlehn von 2000 Talern die „Neustädter Vogtei“ an Aschen von Schönewitz.
Schönewitz war – nun als Vogt der Calenberger Neustadt – der erste, der den Bürgern der Stadt Hannover den Platz am „Berg“ bei dem ehemaligen Judenteich streitig machte. Er verweigerte den Hannoveranern den zuvor oftmals getätigten Abtransport des Sandes von dem Berg, auf dem früher der „Papegöyen-Bohm“ gestanden hatte. Um seinem Anspruch im Namen der Landesherrschaft Nachdruck zu verleihen, ließ Schönewitz einem Kärrner die „Sand- oder Störtekahre“ wegnehmen und in den Judenteich schieben, in dem das Gefährt lange Zeit als Warnung für alle sichtbar verblieb.
Nach dem Tod von Schönewitz verwaltete dessen Witwe, eine Schwester von Jürgen von der Lippe, die Vogtei der Calenberger Neustadt, bis sie 1604 den Nachfolger ihres verstorbenen Gatten Fritz Molinus heiratete, „welcher mit der Altstadt [Hannovers] in manche Mißhelligkeit gerieth.“